# Зимбабвийский золотой
Зимбабвийский золотой, также встречаются названия зимбабвийское золото, зимбабвийский голд, ЗиГ (англ. zimbabwe gold, ZiG) — официальная валюта Зимбабве с 8 апреля 2024 года, заменившая зимбабвийский доллар, который быстро обесценился: по состоянию на 5 апреля 2024 года официальный обменный курс составлял 30 000 зимбабвийских долларов за один доллар США, а фактические курсы достигали 40 000 за доллар. В отличие от старой валюты, зимбабвийский золотой обеспечен не только долларами США, но и золотом Центрального банка в количестве 2,6 тонн чистого веса и роялти от добычи полезных ископаемых. Зимбабвийский золотой стал седьмой национальной валютой Зимбабве. Граждане могли обменять старую валюту на новую в течение 21 дня, с ограничением суммы в 3000 золотых. Всего на внутренний рынок планируется вывести 8 млн золотых. В апреле золотой укрепился к доллару на 41,8 %, что сделало его самой крепкой валютой в мире.
Номиналы банкнот: 1, 2, 5, 10, 20, 50, 100 и 200 ZWG. Как и на старых долларах, на банкнотах зимбабвийского золотого будут изображены знаменитые Балансирующие скалы Чиремба.
Номиналы монет: 1⁄2, 1⁄4, 1, 2 и 5  ZWG.